# Oligia subambigua
Oligia subambigua là một loài bướm đêm trong họ Noctuidae.